# エコシステムリサイクリング
エコシステムリサイクリング株式会社（英: ECO-SYSTEM RECYCLING CO.,LTD.）は、DOWAグループ（DOWAホールディングス）の資源リサイクル事業を手がける企業である。

## 概要
1989年（平成元年）1月に、同和鉱業（現：DOWAホールディングス）株式会社の子会社にあたる同和ケミカル（現：DOWAハイテック）株式会社のケミカル部門から分離独立し、同ケミ興産株式会社を設立した。
資源リサイクル事業として、主に金 (Au)、銀 (Ag)、白金 (Pt)、パラジウム (Pd)、ロジウム (Rh)、ルテニウム (Ru)を、都市鉱山等のリサイクル原料から精錬・回収している。
2006年（平成18年）10月よりエコシステムリサイクリング株式会社と社名変更し現在に至る。

## 事業内容
- 貴金属リサイクル（金・銀・白金・パラジウム・ロジウム・ルテニウム他）
- 非鉄金属・レアメタル等の回収（銅・アルミニウム・ニッケル・コバルト・タングステン・モリブデン・インジウム・タンタル他）
- 治具・部品洗浄（メッキ治具・スパッタ・蒸着用治具等の剥離洗浄・ポンプ洗浄・ガラス基板・半導体ウェハ等の精密洗浄および再生）
- 貴金属回収装置貸与（イオン交換樹脂装置・電解回収装置）
- 貴金属加工薬品製造（シアン化金カリウム・塩化白金酸・白金粉・ロジウムメッキ薬品）

## 事業所所在地
- 本社 - 埼玉県本庄市仁手1781-3
- 工場
  - 本社兼東日本工場 - 埼玉県本庄市仁手1781-3
  - 西日本工場 - 岡山県岡山市南区海岸通1-3-1
  - 北日本工場 - 秋田県鹿角郡小坂町小坂鉱山字杉沢96

## グループ企業
- エコシステム小坂株式会社
- エコシステム岡山株式会社
- 株式会社エコリサイクル
- アクトビーリサイクリング株式会社
- エコシステムジャパン株式会社
- DOWA通運株式会社
- 蘇州同和資源綜合利用有限公司